# ピンク・パンサー2
『ピンク・パンサー2』（The Return of the Pink Panther）は、1975年製作のイギリス・アメリカのコメディ映画。ピーター・セラーズがクルーゾー警部を演じるピンク・パンサーシリーズの第3作。前作から11年振りの新作であり、本作から『ピンク・パンサー5 クルーゾーは二度死ぬ』までイギリスとの共同製作となる。監督ブレイク・エドワーズ。音楽ヘンリー・マンシーニ。

## ストーリー
中東の国・ルガシュの博物館から「ピンク・パンサー」の異名を持つ世界屈指のピンクダイヤが盗まれた。同国首脳はかつてピンク・パンサーを取り戻した実績を持つパリ警察のジャック・クルーゾー元警部への捜査依頼を決める。クルーゾーは一巡査に降格されており、更に失敗を重ねて上司のドレフュス主任警部より無給での停職処分を言い渡されたところであった。しかし、フランスの友好国であるルガシュからの依頼により警部に復帰、勇躍ルガシュへと旅立った。
博物館での現場検証を終えたクルーゾーは、遺留品の白手袋からこの犯行がかつてヨーロッパを荒らし回った盗賊で、4年前に引退したとされる怪盗ファントムことチャールズ・リットン卿によるものと確信する。クルーゾーは因縁深きリットン卿を追って南フランスへと向かったが、何者かがクルーゾーを狙って追跡していた。一方、今回の盗難事件とは無関係のリットン卿は、真相を究明すべくクルーゾーと入れ違いにルガシュへ向かった。
身分を偽ってルガシュに入国したリットンはかつての仲間と再会するが、命を狙われる。難を逃れたリットンはルガシュ政府関係者と接触し、ダイヤの捜査を依頼される。かたや南仏でリットンと入れ違ったクルーゾーは、リットン夫人のクローディーヌを追跡してスイスに渡り、ドタバタ騒動を繰り広げる。そのクルーゾーにドレフュスからクローディーヌを逮捕するよう電話が入る。逮捕の理由を確認しようと折り返しパリ警察に電話したクルーゾーだが、ドレフュスは休暇中で不在だという・・・

## 概要
『ピンクの豹』（1963年）、『暗闇でドッキリ』（1964年）に続くブレイク・エドワーズ監督、ピーター・セラーズがクルーゾー警部を演じるシリーズの第3作。実に11年振りの新作であった。前2作は世界的に大ヒットしたが、エドワーズとセラーズの関係は良好ではなく、シリーズは長い空白期を過ごしてきた。1970年代前半は両者共に不振の時期で、お互いに活路を求めてのシリーズ再開であった。
本作は第1作『ピンクの豹』同様に「ピンク・パンサーの異名を持つダイヤモンド」を巡るクルーゾーとリットン卿の攻防がメインテーマで、第1作の続編と位置付けられる。リットン役はデヴィッド・ニーヴンからクリストファー・プラマーに変更されたが、主題曲はヘンリー・マンシーニによる「ピンク・パンサーのテーマ」に戻り、オープニングアニメーションにもアニメキャラクターのピンクパンサーが再登場を果たしている。
一方で、前作『暗闇でドッキリ』で初登場したクルーゾーの上司のドレフュス（ハーバート・ロム）と使用人ケイトー（バート・クウォーク）らが引き続き登場しており、クルーゾー宅の様子やクルーゾーの行動パターンもほぼ前作を踏襲している。前作で精神に異常をきたして大量殺人を犯してしまったはずのドレフュスだが、本作ではその事にはまったく触れられず、主任警部に納まっている。しかし、物語開始間もなくからクルーゾーに悩まされ、神経衰弱状態になっている。
物語は中盤以降、クローディーヌを追って南フランスからスイスへ渡るクルーゾーのお色気シーンも交えたドタバタ騒動と、リットンのルガシュにおけるサスペンスタッチの冒険譚の二重構成で、第1作以上に国際色豊かな展開となっている。本作は世界的にヒットし、翌年には早くもさらにスケールアップしたシリーズ第4作『ピンク・パンサー3』が製作される。

## 備考
- 本作以降、このシリーズはドタバタコメディ色をさらに強めていく。しかし、セラーズはすでに50歳で心臓に持病を抱えており、過激なドタバタシーンはスタントのジョー・ダンが代演している。
- 本作よりクルーゾーは訛りの強い言葉を話すようになった。対話の相手がクルーゾーの言う意味を理解出来ず、何度も聞き返すという定番のネタが繰り返される事となる。
- 毎回役柄を変えて出演するグレアム・スタークは、ルガシュの子悪党ペピとして登場。リットンと絡んでいたぶられるシーンが多く、クルーゾーとの絡みはない。

## キャスト
| 役名                     | 俳優                     | 日本語吹替                                     | 日本語吹替 | 日本語吹替 |
| 役名                     | 俳優                     | 日本テレビ版                                   | ソフト版   |            |
| ------------------------ | ------------------------ | ---------------------------------------------- | ---------- | ---------- |
| ジャック・クルーゾー警部 | ピーター・セラーズ       | 羽佐間道夫                                     | 羽佐間道夫 |            |
| チャールズ・リットン卿   | クリストファー・プラマー | 小林勝彦                                       | 小川真司   |            |
| クローディーヌ           | カトリーヌ・シェル       | 小谷野美智子                                   | 小原乃梨子 |            |
| ドレフュス主任警部       | ハーバート・ロム         | 山内雅人                                       | 内海賢二   |            |
| シャーキ大佐             | ピーター・アーン         | 村越伊知郎                                     | 西村知道   |            |
| ファットマン             | エリック・ポールマン     | 村松康雄                                       | 川久保潔   |            |
| マック                   | デビッド・ロッジ         | 村松康雄                                       | 阪脩       |            |
| ケイトー                 | バート・クウォーク       | 千田光男                                       |            |            |
| ペピ                     | グレアム・スターク       | 神山卓三                                       | 後藤哲夫   |            |
| フランソワ刑事           | アンドレ・マランヌ       | 峰恵研                                         | 星野充昭   |            |
| ワダフィ将軍             | ピーター・ジェフリー     | 阪脩                                           | 塚田正昭   |            |
| 警視                     | グレゴワール・アスラン   | 上田敏也                                       | をはり万造 |            |
| 乞食                     | ジョン・ブルーサル       | 富山敬                                         | 浦山迅     |            |
| 不明 その他              |                          | 藤城裕士 加川三起 原浩                         |            |            |
|                          |                          |                                                |            |            |
| 演出                     | 演出                     | 伊達康将                                       |            |            |
| 翻訳                     | 翻訳                     | 木原たけし                                     |            |            |
| 効果                     | 効果                     | 芦田公雄/野口仁                                |            |            |
| 調整                     | 調整                     | 前田仁信                                       |            |            |
| 制作                     | 制作                     | 東北新社                                       |            |            |
| 解説                     | 解説                     | 水野晴郎                                       |            |            |
| 初回放送                 | 初回放送                 | 1979年1月10日 『水曜ロードショー』 21:00-22:54 |            |            |

- 2024年4月5日発売の『ユニバーサル思い出の復刻版 Blu-ray』に、全ての吹き替え音声が収録。ただし、日本テレビ版は差別用語がカットされた再放送短縮版が収録されている。